# Amsterdam Bijlmer Arena
Amsterdam Bijlmer Arena är en av Amsterdams järnvägsstationer som trafikeras av fjärrtåg, regionaltåg samt även av metron. Stationen invigdes 1971 och ligger i stadsdelen Amsterdam Zuidoost vid Amsterdam Arena. Här finns det även tunnelbana och en bussterminal som anknyter.

## Bilder

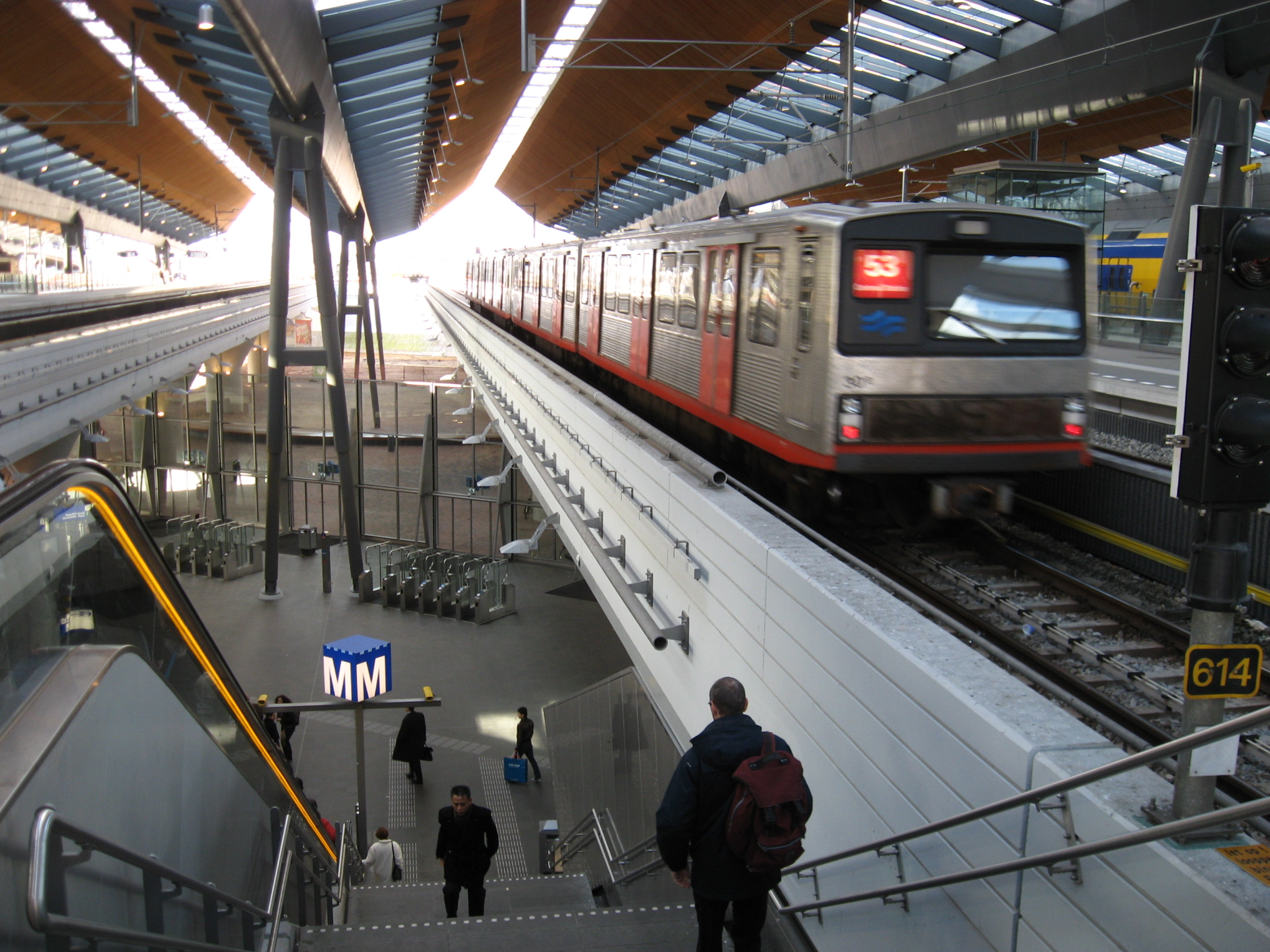
Metro
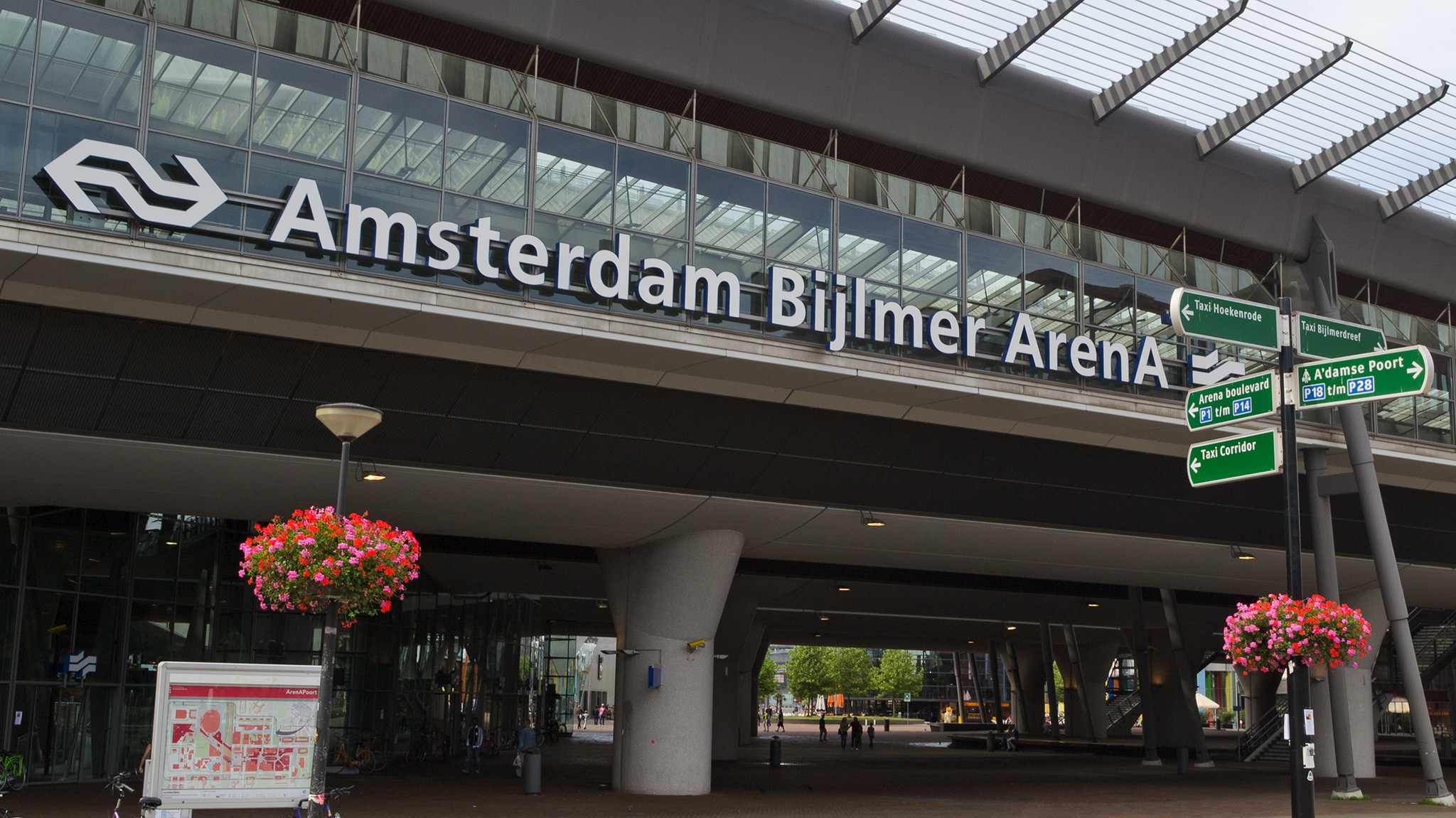
Amsterdam Biljmer Arena Station
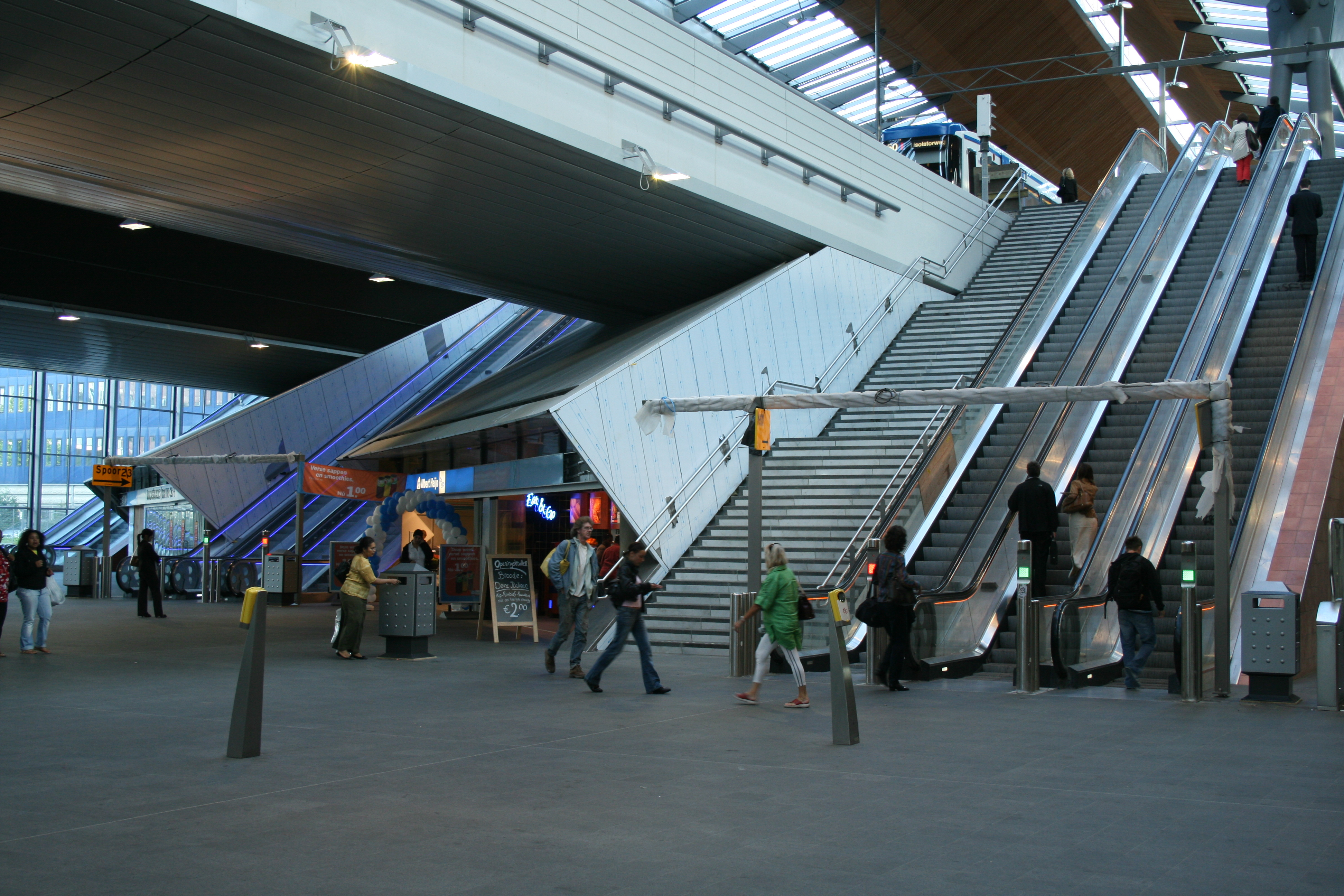
Rulltrapporna till perrongerna